# Tmesisternus lucens
Tmesisternus lucens là một loài bọ cánh cứng trong họ Cerambycidae.